# Прекиди стварности
Прекиди стварности је четврти студијски албум српске музичке групе Канда, Коџа и Небојша. Албум је објављен у мају 2005. године за издавачку кућу ПГП РТС, а био је доступан на компакт-диску.
Редакција веб-магазина Попбокс прогласила је овај албум за најбољи домаћи из 2005. године.

## Списак песама
Чланови групе Канда, Коџа и Небојша су аутори текстова и музике.
| №               | Назив                    | Трајање |  |
| 1.              | Најсветлији дан          | 5:53    |  |
| 2.              | Кад оживимо              | 5:27    |  |
| 3.              | Тон по тон               | 4:05    |  |
| 4.              |                          | 5:35    |  |
| 5.              | Плаше дечаке             | 4:27    |  |
| 6.              | Полако                   | 6:01    |  |
| 7.              |                          | 3:51    |  |
| 8.              | Данас небо силази у град | 6:42    |  |
| 9.              |                          | 7:59    |  |
| 10.             | (бонус песма)            | 3:52    |  |
| 11.             | (бонус песма)            | 4:18    |  |
| Укупно трајање: | Укупно трајање:          | 58:10   |  |

## Музичари
- Канда, Коџа и Небојша:
  - Оливер Нектаријевић — вокал, акустична гитара
  - Ненад Пејовић — гитара
  - Никола Новаковић — гитара
  - Бранислав Драговић — бас-гитара
  - Владан Рајовић — бубњеви[1]
- Гости:
  - Милан Петровић — клавијатуре (3, 6)
  - Марин Петрић Пурони — удараљке (5, 7, 8, 9)[1]

## Остале заслуге
- Владан Матић — продуцент, тонски сниматељ
- Александар Петровић Петко — тонски сниматељ
- Канда, Коџа и Небојша — продуценти
- Владимир Стојић (Atman Active) — продуцент (7), техничка подршка
- Зорана Јевтић — фотографије
- Марија Вилотијевић — обрада омота[1]

## Рецензије
| Медиј   | Аутор рецензије | Оцена         | Изв.  |
| ------- | --------------- | ------------- | ----- |
| Попбокс | Драган Амброзић | 9/10 звездица | [ 2 ] |